# Projekt 50 Gornostaj
Projekt 50 Gornostaj (ryska: Горностай (hermelin), NATO-rapporteringsnamn Riga-klass) är en klass fregatter byggda för Sovjetunionens flotta under 1950-talet.

## Historia
Trots att fregatterna i Projekt 42 betraktades som lyckade så ansåg Josef Stalin att de var för dyra för serieproduktion och insisterade på en billigare design med ett deplacement på runt 1200 ton. I oktober 1950 gav Sovjetunionens ministerråd klartecken och de första fartygen började byggas under sommaren 1951. Fram till 1958 byggdes totalt 68 fartyg. Ytterligare fyra fartyg byggdes på licens i Kina.
1959 till 1960 Uppgraderades nästan alla fartyg till Projekt 50PLO (Protivolodotjnaja oborona = ubåtsjakt) där ubåtsjaktgranatkastaren MBU-200 (en kopia av den brittiska Hedgehog) byttes ut mot två RBU-2500 vars raketer hade både längre räckvidd och större sprängladdning.
Ett antal fartyg har sålts till Bulgarien (Druzki, Smely och Bodry), Finland (Hämeenmaa och Uusimaa), Indonesien, Kina och Östtyskland (Ernst Thälmann, Karl Marx, Karl Liebknecht och Friedrich Engels). Inga fartyg har sålts till Egypten eller Syrien, men sovjetiska fregatterna Jaguar, Pantera, Kunitsa och Voron understödde dessa länders flottor under krigen med Israel.
De sista fartygen i klassen avrustades och skrotades i samband med Sovjetunionens fall 1991.

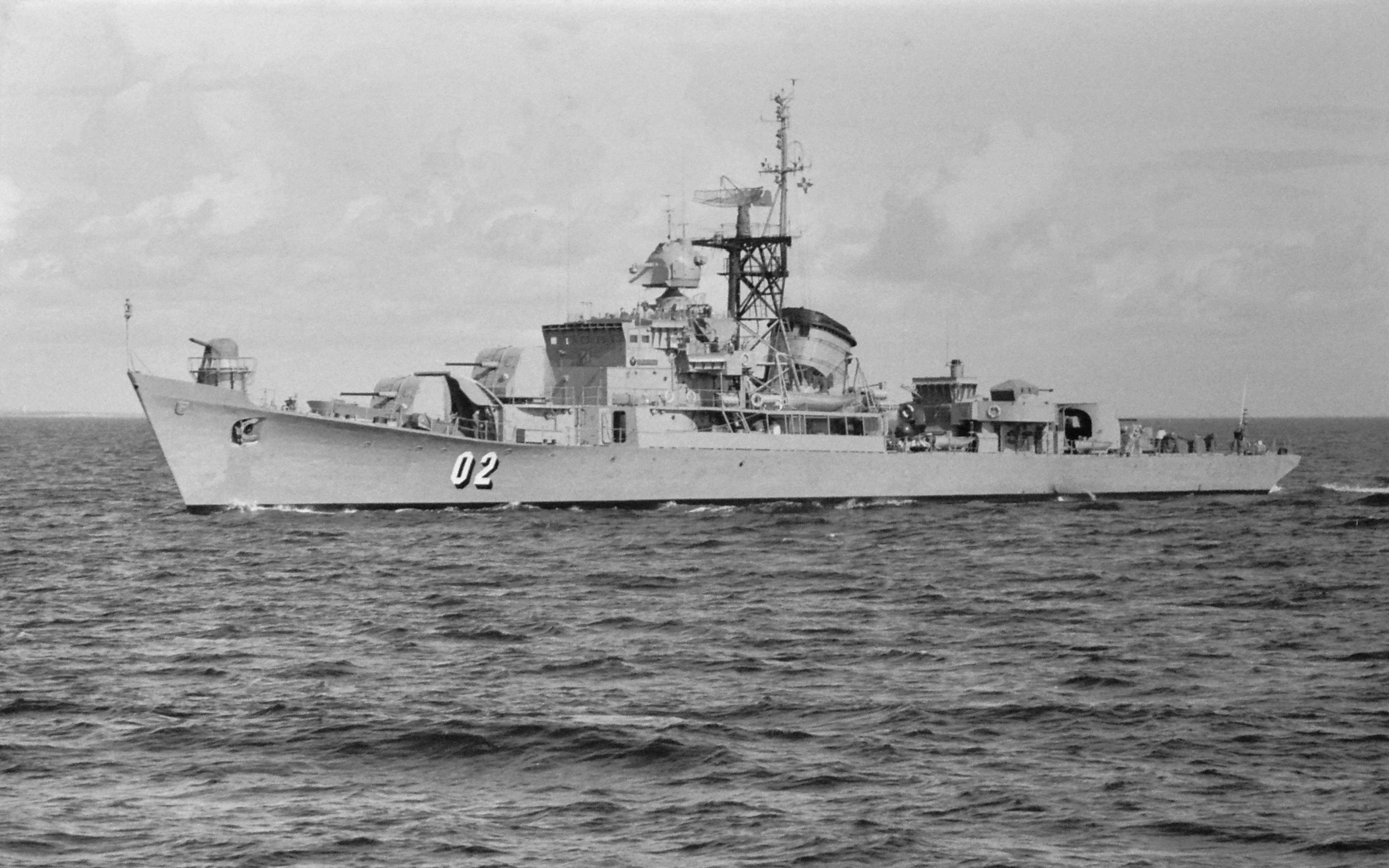
Den finska fregatten Hämeenmaa. De finska fartygen är lätt igenkännliga på AK-230-kanonen på fördäck.